# Великая Нива (Ленинградская область)
Великая Нива — деревня в Мелегежском сельском поселении Тихвинского района Ленинградской области.

## История
Деревня Нива упоминается на карте Новгородского наместничества 1792 года А. М. Вильбрехта.
Как деревня Великая Нива она обозначена на «Специальной карте западной части России» Ф. Ф. Шуберта 1844 года.

ВЕЛИКАЯ-НИВА — деревня Заручевского общества, прихода села Никольского. Река Клиненка.

Крестьянских дворов — 30. Строений — 70, в том числе жилых — 30.

Число жителей по семейным спискам 1879 г.: 83 м. п., 67 ж. п.; по приходским сведениям 1879 г.: 80 м. п., 71 ж. п.

В конце XIX — начале XX века деревня административно относилось к Костринской волости 3-го земского участка 1-го стана Тихвинского уезда Новгородской губернии.

ВЕЛИКАЯ НИВА — деревня Заручевского общества, дворов — 40, жилых домов — 36, число жителей: 112 м. п., 111 ж. п.
 
Занятия жителей — земледелие, лесные промыслы. Ручей Великонивский. Часовня. (1910 год)

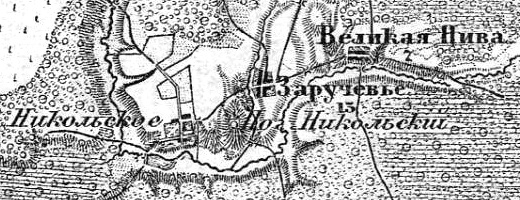
Деревня Великая Нива на карте 1913 года

Согласно карте Петроградской и Новгородской губерний 1913 года деревня Великая Нива насчитывала 7 крестьянских дворов.
С 1917 по 1918 год деревня Великая Нива входила в состав Костринской волости Тихвинского уезда Новгородской губернии. 
С 1918 года в составе Череповецкой губернии.
С 1924 года в составе Пригородной волости.
С 1927 года в составе Заручевского сельсовета Тихвинского района.
В 1928 году население деревни Великая Нива составляло 204 человека.
Согласно карте Ленинградской области Северо-западного аэрогеодезического треста ГГУ издания 1932 года деревня насчитывала 12 крестьянских дворов. В деревне находилась часовня, к востоку от деревни — мукомольная водяная мельница.
По данным 1933 года деревня Великая Нива входила в состав Заручевского сельсовета Тихвинского района.
В 1958 году население деревни Великая Нива составляло 63 человека.
По данным 1966 и 1973 годов деревня Великая Нива также входила в состав Заручевского сельсовета.
По данным 1990 года деревня Великая Нива входила в состав Андреевского сельсовета.
В 1997 году в деревне Великая Нива Андреевской волости проживали 4 человека, в 2002 году — 1 (русский).
В 2007 году в деревне Великая Нива Мелегежского СП проживали 2 человека, в 2010 году — также 2.

## География
Деревня расположена в юго-западной части района на автодороге 41К-936 (Заручевье — Великая Нива) к востоку от автодороги 41К-167 (Тихвин — Заручевье).
Расстояние до административного центра поселения — 22 км.
Расстояние до ближайшей железнодорожной платформы Разъезд № 4 — 15 км.
Деревня находится на правом берегу реки Клиненка.

## Демография
| 1879 | 1910 | 1928 | 1958 | 1997 | 2002 | 2007 |
| ---- | ---- | ---- | ---- | ---- | ---- | ---- |
| 150  | ↗223 | ↘204 | ↘63  | ↘4   | ↘1   | ↗2   |
| 2010 | 2017 |      |      |      |      |      |
| →2   | ↗4   |      |      |      |      |      |

### Национальный состав
Согласно данным Всероссийской переписи населения 2021 года в деревне проживали 3 человека, все русские.